# Хатія Деканоїдзе
Хатія Мамуківна Деканоїдзе (груз. ხატია დეკანოიძე; нар. 20 січня 1977, Тбілісі, Грузинська РСР) — грузинська та українська політична діячка, Міністерка освіти і науки Грузії (4 липня — 25 жовтня 2012). Обіймала посаду керівниці Національної поліції України з 2015 по 2016 роки. У 2017 році повернулася у Грузію.

## Життєпис
У 1999 році закінчила Тбіліський державний університет зі ступенем магістра в галузі міжнародних відносин. Отримала подальше навчання під егідою Центрально-Європейського університету та Корпорації RAND у 1990-х і 2000-х роках.
Працювала в різних[яких?] державних установах Грузії від 1999 року.
Була першою ректоркою Академії Поліції Міністерства внутрішніх справ від травня 2007 до травня 2012 року та директоркою Національного центру експертизи від травня 2012 року до липня 2012 року, коли призначена міністеркою освіти і науки, змінивши Дімітрі Шашкіна. Залишалася на цій посаді до 25 жовтня 2012 року.
Після зміни уряду і приходу команди Бідзіни Іванішвілі перейшла на викладацьку роботу, а згодом переїхала в Україну.
Від 5 листопада 2015 — головою національної поліції України. До того працювала радницею міністра МВС Арсена Авакова.
14 листопада 2016 року керівниця Національної поліції України Хатія Деканоїдзе на брифінгу у Міністерстві внутрішніх справ України заявила про свій намір піти у відставку. 16 листопада Кабінет Міністрів України звільнив Хатію Деканоїдзе з посади за власним бажанням.
Після відставки Деканоїдзе повернулась у Грузію, де зайнялася політичною діяльністю. У травні 2017 року стало відомо, що наказом президента Грузії від 12 квітня 2017 року Хатії Деканоїдзе відновлено громадянство Грузії.